# یومه نیکی: دریم دایری
یومه نیکی: دریم دایری یا یومه نیکی: خاطرات رؤیایی (به انگلیسی: Yume Nikki: Dream Diary) یک بازی در سبک ماجراجویی ترسناک می‌باشد که توسط کادوکاوا گیمز تولید و توسط پلی‌ایسم منتشر شده‌است. دریم دایری نسخهٔ بازراه‌اندازی بازی مستقل یومه نیکی (۲۰۰۴) می‌باشد و به گفتهٔ پلی‌ایسم دریم دایری تحت نظر سازندهٔ اصلی بازی، کیکیاما تولید و تهیه شده‌است.